# Cultura cinese

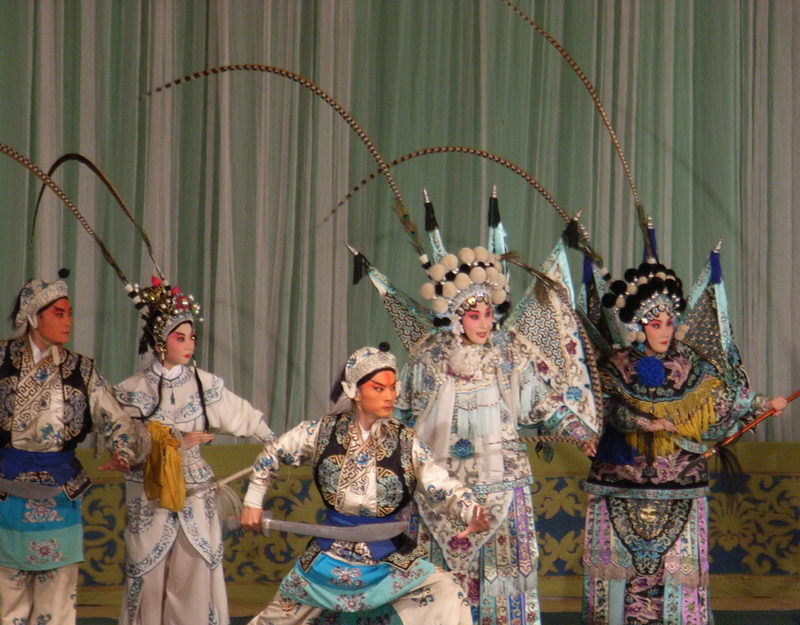
Un'esibizione dell'opera cinese a Pechino nota come opera di Pechino (京剧)

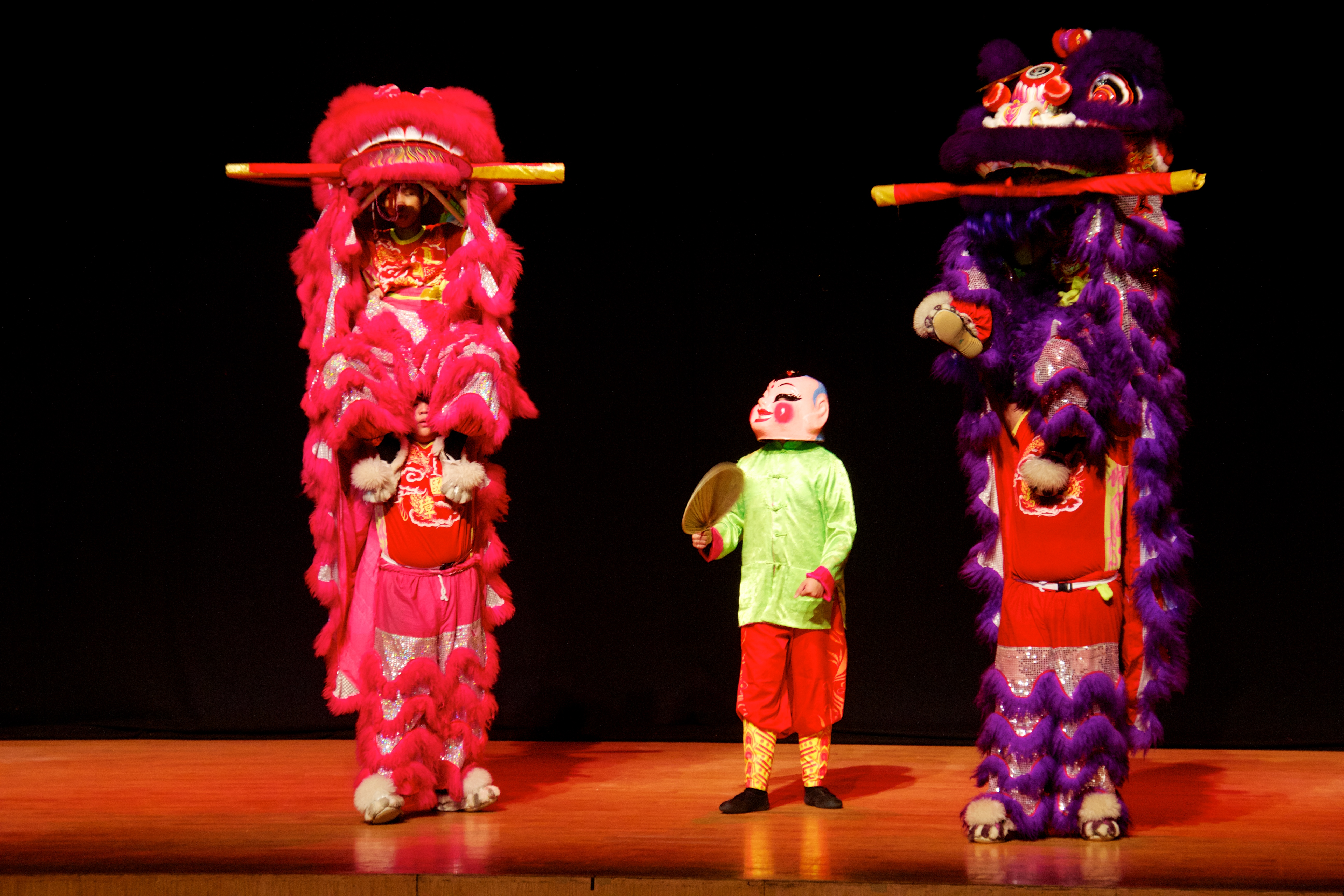
La popolare danza del leone (舞狮) cinese durante la cerimonia di apertura di Wikimania nel 2013

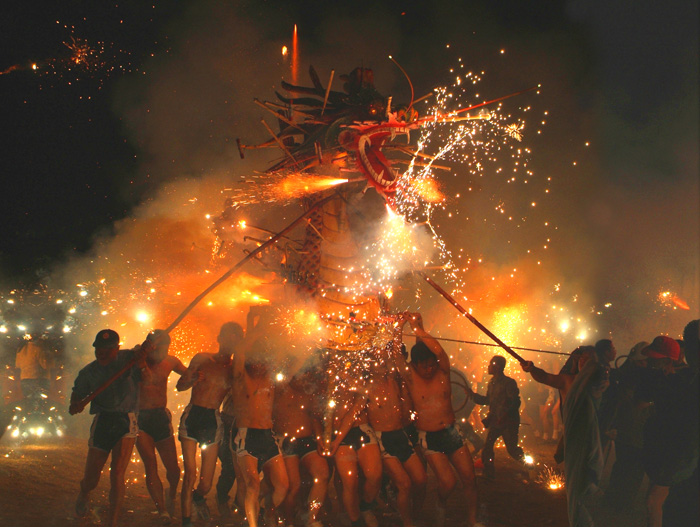
Una danza del drago (舞龙) di fuoco durante la celebrazione del capodanno cinese in Cina

La cultura cinese (cinese: 中國文化T, 中国文化S, Zhōngguó wénhuàP) è una delle più antiche del mondo, risalente a migliaia di anni fa.
L'area in cui essa è dominante copre una vasta regione geografica dell'Asia orientale con usanze e tradizioni che variano grandemente tra province, grandi e perfino piccole città. Componenti importanti della cultura cinese sono la ceramica, l'architettura, la musica, la letteratura, le arti marziali, la cucina, le arti visive, la filosofia e la religione.

## Identità
Ci sono cinquantasei gruppi etnici in Cina ufficialmente riconosciuti. Tuttavia in termini di numeri i cinesi han sono di gran lunga il gruppo maggiore. Durante tutta la storia molti gruppi si sono fusi con le etnie limitrofe o sono scomparsi, ma, allo stesso tempo, molti gruppi all'interno dell'identità "han" hanno mantenuto distinte tradizioni culturali linguistiche e regionali. Il termine zhonghua minzu è stato usato per descrivere la nozione del nazionalismo cinese in generale. Gran parte dell'identità tradizionale all'interno della comunità ha a che fare con la distinzione del nome di famiglia.

## Regionale
La cultura tradizionale cinese abbraccia vasti territori geografici, dove ogni regione è divisa solitamente in distinte sottoculture. Ciascuna regione è spesso rappresentata da tre elementi ancestrali. Ad esempio, il Guangdong è rappresentato dal chenpi (buccia di mandarino essiccata al sole), dallo zenzero invecchiato e dal fieno. Altri includono antiche città come Lin'an (Hangzhou), che comprende la foglia di tè, il tronco dei germogli di bambù e la noce americana. Tali distinzioni danno origine al vecchio proverbio cinese: "十里不同風,百里不同俗/十里不同风,百里不同俗" (Shí lǐ bù tóng fēng, bǎi lǐ bù tóng sú), letteralmente: "La prassi varia entro dieci li, le usanze variano entro cento li".

## Società

### Struttura

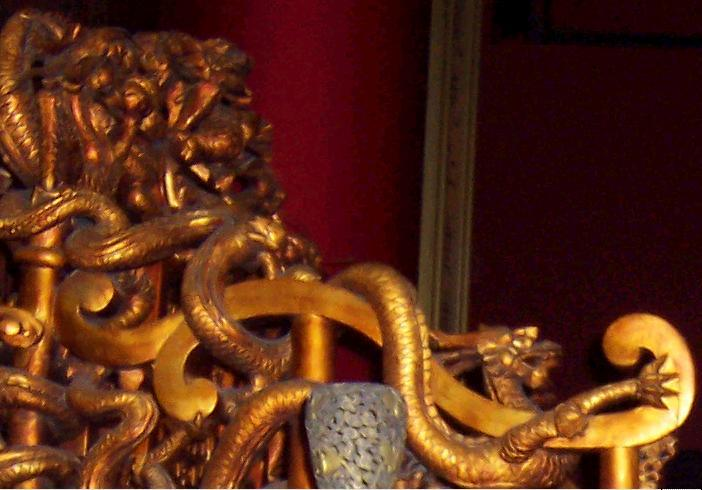
Dettaglio d'oro su un trono usato dall'imperatore Qianlong: il drago cinese era un simbolo riservato all'imperatore cinese o alle famiglie imperiali di alto rango durante la dinastia Qing

A partire dal periodo dei tre augusti e cinque imperatori il dominatore principale al di sopra di tutti è sempre stato una qualche forma di monarca cinese. I diversi periodi storici hanno diversi nomi per le varie posizioni all'interno della società. Concettualmente ogni periodo imperiale o feudale è simile, con i funzionari del governo e dell'esercito collocati in alto nella gerarchia e il resto della popolazione sotto il normale diritto cinese. Dalla tarda dinastia Zhou (1046–256 a.C.) in poi la società cinese tradizionale fu organizzata in un sistema gerarchico di classi socioeconomiche noto come le quattro occupazioni.
Tuttavia questo sistema non comprendeva tutti gruppi sociali, mentre le distinzioni tra gli stessi gruppi divennero più incerte a partire dallo sviluppo del commercio e dalla connessa affermazione dello spirito mercantilista nella cultura cinese durante la dinastia Song (960–1279 d.C.).
Anche l'educazione in Cina ha una lunga storia: fin dalla dinastia Sui (581–618 d.C.) candidati istruiti si preparavano per gli esami imperiali che reclutavano i vincitori nell'amministrazione come funzionari studiosi. Questo condusse alla creazione di una meritocrazia, sebbene il successo fosse disponibile solo per i maschi che potevano permettersi la preparazione alle prove. Gli esami imperiali richiedevano che i candidati scrivessero saggi e dimostrassero la padronanza dei classici confuciani. Coloro che passavano il livello più alto dell'esame diventavano funzionari studiosi di élite noti come jinshi, una posizione socio-economica assai stimata. Tra le materie degli esami imperiali assunse sempre più importanza anche la mitologia. Arti e mestieri erano di solito insegnati da uno shifu. La storica Ban Zhao scrisse le Lezioni per donne sotto la dinastia Han e delineò le quattro virtù alle quali le donne devono attenersi, mentre studiosi come Zhu Xi e Cheng Yi avrebbero espanso tali concetti. Il matrimonio cinese e le pratiche sessuali taoiste sono alcuni dei rituali e delle usanze che si trovano nella società.

### Valori
La maggior parte dei valori sociali cinesi sono derivati dal confucianesimo e dal taoismo. La questione di quale scuola fosse la più influente è sempre dibattuta, perché si sono create varie correnti come neoconfucianesimo, buddhismo e molti altri. Il concetto della reincarnazione e l'altro della rinascita è un promemoria della connessione tra la vita reale e la vita ultraterrena. Nella cultura cinese degli affari il concetto di guanxi, che indica la primazia delle relazioni sulle regole, è stata ben documenta.
Il confucianesimo fu la filosofia ufficiale durante la maggior parte della storia imperiale della Cina e la padronanza dei testi confuciani era il criterio primario per l'ingresso nella burocrazia imperiale. Anche numerose correnti di pensiero più autoritarie sono state influenti, come il legalismo.
Vi fu spesso conflitto tra le filosofie: per esempio, i neoconfuciani della dinastia Song credevano che il legalismo deviasse dallo spirito originale del confucianesimo. Gli esami e la cultura del merito rimangono oggi grandemente apprezzati in Cina. In anni recenti molti nuovi confuciani (da non confondere con il neoconfucianesimo) hanno sostenuto che gli ideali democratici e i diritti umani sono alquanto compatibili con i tradizionali "valori asiatici" confuciani.
Con l'ascesa del potere economico e militare europeo iniziata a metà del XIX secolo i sistemi non cinesi di organizzazione sociale e politica guadagnarono sostenitori in Cina. Alcuni di questi potenziali riformatori rifiutavano totalmente l'eredità culturale della Cina, mentre altri cercavano di combinare i punti di forza della cultura cinese ed europea. In essenza quella della Cina del XX secolo è una storia di sperimentazione di nuovi sistemi di organizzazione sociale, politica ed economica che avrebbero consentito la reintegrazione della nazione sulla scia del collasso dinastico.

## Lingua

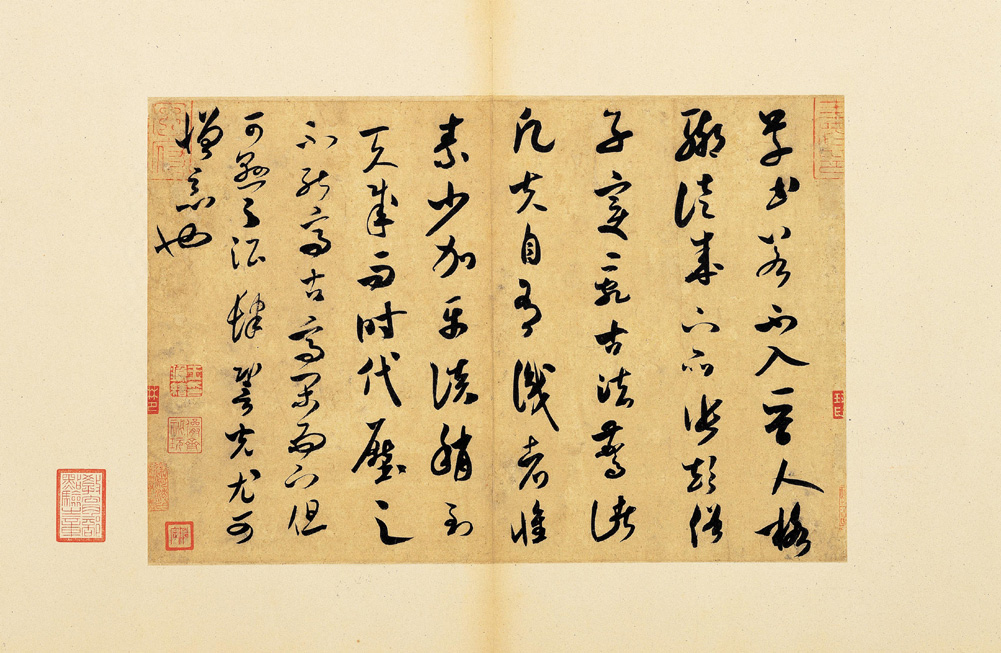
Calligrafia cinese scritta dal poeta Mi Fu della dinastia Song

L'antico modello scritto era il cinese classico. Fu usato per migliaia di anni, ma era impiegato per la maggior parte dagli studiosi e intellettuali che formavano la classe elevata della società, chiamata shi da fu (士大夫). Era infatti difficile (anche se non impossibile) per le persone comuni entrare nella classe elevata superando gli esami scritti. La calligrafia divenne in seguito un oggetto commerciale e le opere di artisti famosi divennero beni assai apprezzati.
La letteratura cinese ha un lungo passato; la più antica opera classica in cinese, l'I Ching (o Libro dei Mutamenti) risale al 1000 a.C. circa. Una fioritura della filosofia durante il periodo dei regni combattenti produsse opere notevoli quali i Dialoghi di Confucio e il Tao Te Ching di Laozi (vedi anche: classici cinesi) Sono spesso scritte storie dinastiche, a cominciare dal seminale Memorie di uno storico di Sima Qian, che fu scritto dal 109 a.C. al 91 a.C.
La dinastia Tang vide una fioritura poetica, mentre i Quattro grandi romanzi classici della letteratura cinese furono scritti durante le dinastie Ming e Qing. La stampa a caratteri mobili fu sviluppata durante la dinastia Song. Si formarono accademie di studiosi patrocinate dall'impero per commentare i classici sia in forma stampata sia manoscritta. Anche i reali partecipavano frequentemente a queste discussioni. I filosofi, gli scrittori e i poeti cinesi godevano di grande rispetto e svolgevano ruoli fondamentali nel preservare e promuovere la cultura dell'impero. Tuttavia alcuni studiosi classici furono celebri per le loro audaci descrizioni delle vite della gente comune, spesso con il disappunto delle autorità.
All'inizio del XX secolo la maggior parte della popolazione era ancora analfabeta e le molte lingue parlate mutualmente inintelligibili (mandarino, wu, yue (cantonese), min nan (ban-lam-gu), jin, xiang, mandarino, gan, hui, ping e così via) in diverse regioni impedivano la comunicazione con le persone di altre aree. Nondimeno la lingua scritta manteneva la comunicazione aperta e garantiva la trasmissione degli ordini e dei documenti ufficiali attraverso l'intero territorio della Cina. I riformatori si misero all'opera per istituire una lingua nazionale e assunsero il mandarino dell'area di Pechino come forma parlata. Dopo il movimento del 4 maggio 1919 il cinese classico fu sostituito rapidamente dal cinese vernacolare parlato, modellato sul vocabolario e sulla grammatica della lingua standard parlata.
Nel 2023 è stato eliminato dalle scuole elementari l'insegnamento della lingua inglese che in Cina iniziava fin dalla più tenera età e apriva gli studenti l'accesso alle 10 migliori università cinesi e poi agli atenei di tutto il mondo.

## Religione e spiritualità

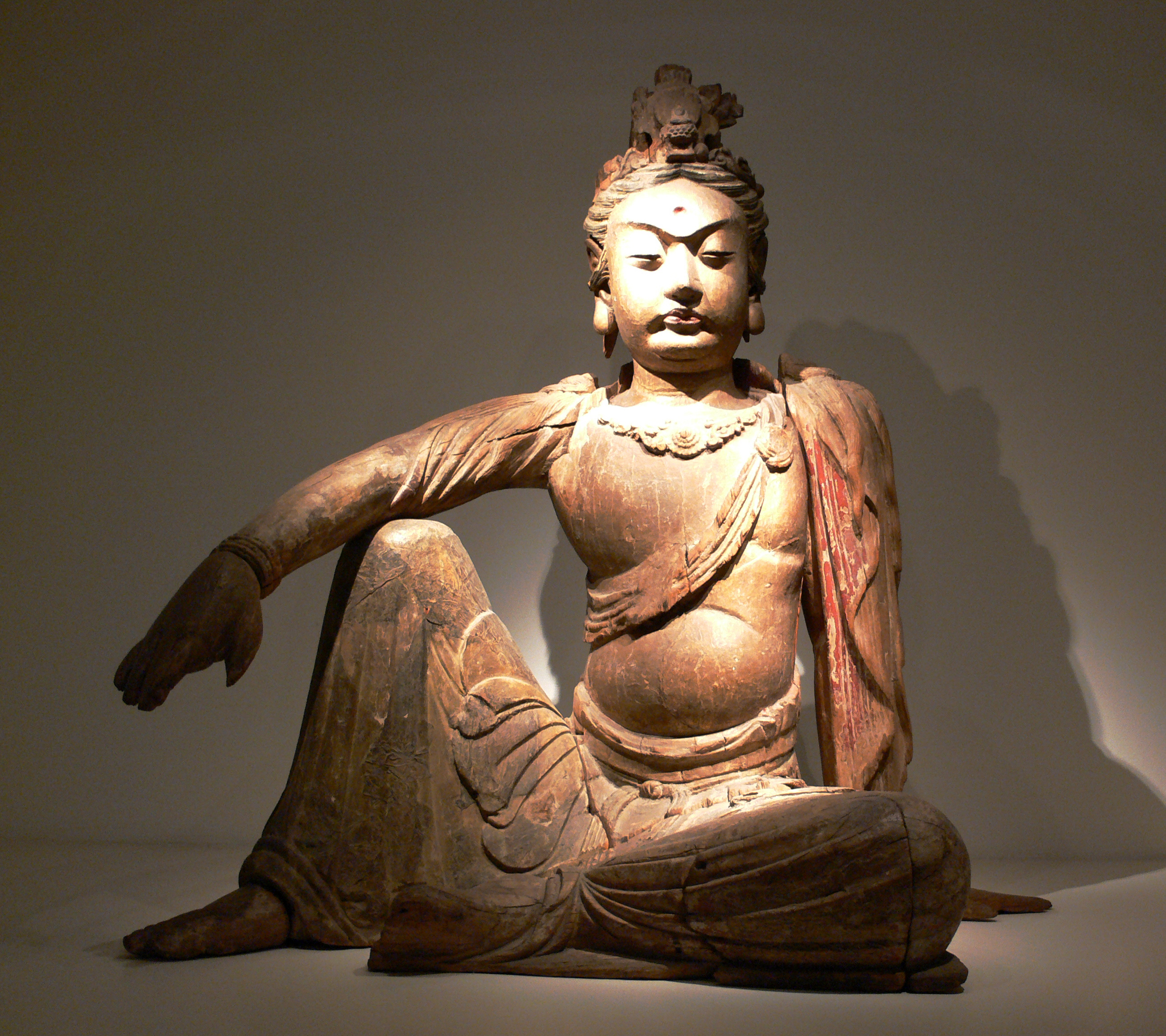
Una scultura di legno di Guan Yin della dinastia Song (risalente alla Cina del XII secolo d.C.), situata nel Museo etnologico di Berlino, in Germania: Guan Yin è una delle figure spirituali del buddhismo cinese

Durante le dinastie Xia e Shang la religione di roncheiso cinese era originariamente orientata alla venerazione del dio supremo Shang Di, con il re e gli indovini che fungevano da sacerdoti e usavano gli ossi oracolari. La dinastia Zhou la orientò verso la venerazione del concetto più ampio di cielo. Una gran parte della cultura cinese è basata sulla nozione che esiste un mondo spirituale. Innumerevoli metodi di divinazione sono stati utilizzati per rispondere alle domande, servendo perfino come alternativa alla medicina. Il folclore ha poi contribuito a colmare le lacune per cose che non potevano essere spiegati. Vi è infatti spesso un confine incerto tra mito, religione e fenomeni inspiegato.
Benché molte divinità siano parte della tradizione, alcune delle figure sacre più riconosciute includono Guan Yin, l'imperatore di Giada e Buddha. Molte delle storie hanno dato origine ai rituali delle festività tradizionali cinesi. Altri concetti si sono estesi al di fuori della mitologia in simboli spirituali come il dio della porta e i leoni guardiani cinesi. Insieme alla credenza del sacro, c'è anche quella del male. Pratiche come l'esorcismo taoista che combattono i demoni mogwai o i morti viventi jiangshi con spade di legno di pesco sono solo alcuni dei concetti tramandati da generazioni. Alcuni rituali cinesi di predizione del futuro sono in uso ancora oggi dopo migliaia di anni di affinamento.

## Letteratura

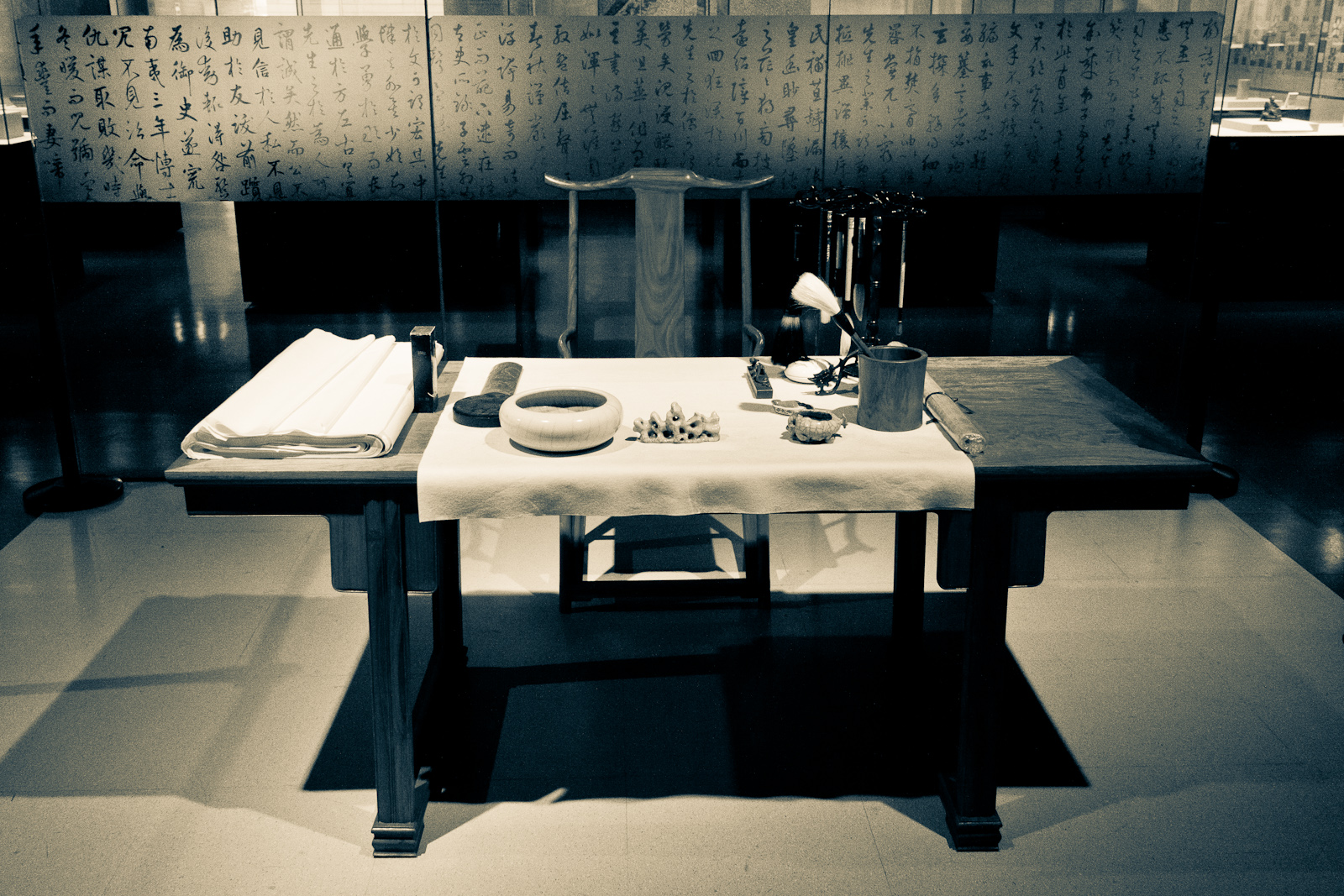
I quattro tesori del letterato – pennello, inchiostro, carta e pietra per inchiostro – nelle tradizioni della calligrafia cinese

La dinastia Zhou è spesso considerata la pietra di paragone dello sviluppo culturale cinese. I concetti affrontati all'interno dei testi classici cinesi presentano un'ampia gamma di materie, compresa la poesia, l'astrologia, l'astronomia, il calendario, le costellazioni e molte altre. Alcuni dei più importanti testi antichi includono l''I Ching e lo Shujing, che fanno parte dei testi canonici del confucianesimo, i cosiddetti Quattro Libri e Cinque Classici. Molti concetti fondamentali del pensiero cinese in relazione al cielo e alla terra, come yin e yang, qi e quattro pilastri del destino, furono teorizzati in periodi pre-imperiali.
La dinastia Song fu anche un periodo di grande letteratura scientifica e vide la creazione di opere come lo Xin yixiang fayao di Su Song e il Meng xi bi tan di Shen Kuo. Ci furono anche enormi opere di storiografia e grandi enciclopedie, come lo Zizhi Tongjian di Sima Guang del 1084 o i Quattro grandi libri dei Song, pienamente compilati e redatti verso l'XI secolo. Famosi confuciani e taoisti e studiosi di tutte le classi hanno apportato significativi contributi documentando la storia ed elaborando concetti sacri che sembravano centinaia di anni avanti al loro tempo. Molti romanzi come i Quattro grandi romanzi classici sfornarono innumerevoli storie immaginarie. Verso la fine della dinastia Qing, la cultura cinese si sarebbe imbarcata in una nuova era con il cinese vernacolare scritto per i cittadini comuni. Hu Shih e Lu Xun sarebbero stati pionieri della letteratura moderna.
Dopo la fondazione della Repubblica Popolare Cinese lo studio della letteratura cinese moderna è gradualmente aumentato nel corso del tempo. La letteratura dell'era moderna ha svolto un ruolo importante nel processo di formazione delle moderne interpretazioni dello status di nazione e nella creazione di un senso dello spirito nazionale.

## Musica e stili di danza

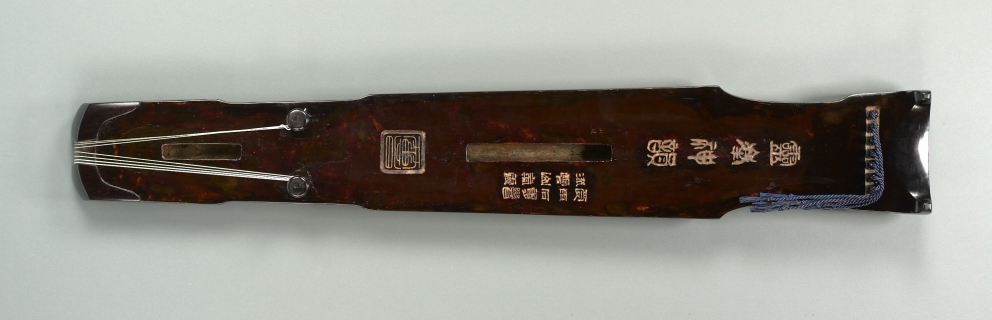
Il guqin, bene immateriale protetto dall'UNESCO

La musica e la danza erano strettamente associate fin dai periodi più antichi della Cina. La musica della Cina risale agli albori della civiltà cinese, con documenti e manufatti che forniscono l'evidenza di una cultura musicale ben sviluppata fin dalla dinastia Zhou (1122-256 a.C.). La prima musica della dinastia Zhou registrata negli antichi testi cinesi include la musica rituale chiamata yayue e ciascun brano può essere associato a una danza. Una parte della musica scritta più antica risale ai tempi di Confucio. La prima importante fioritura ben documentata della musica cinese fu quella delle composizioni per il qin durante la dinastia Tang, sebbene si sappia che lo strumento svolse una parte importante prima della dinastia Han.
Ci sono molti strumenti musicali che sono essenziali per la cultura cinese, come lo xun (strumento simile all'ocarina, che è anche parte integrante delle culture native americane), il guzheng (cetra con ponticelli mobili), guqin (cetra senza ponticelli), lo sheng e lo xiao (flauto verticale), l'erhu (violino contralto o liuto con archetto), il pipa (liuto pizzicato piriforme) e molti altri.

## Arti

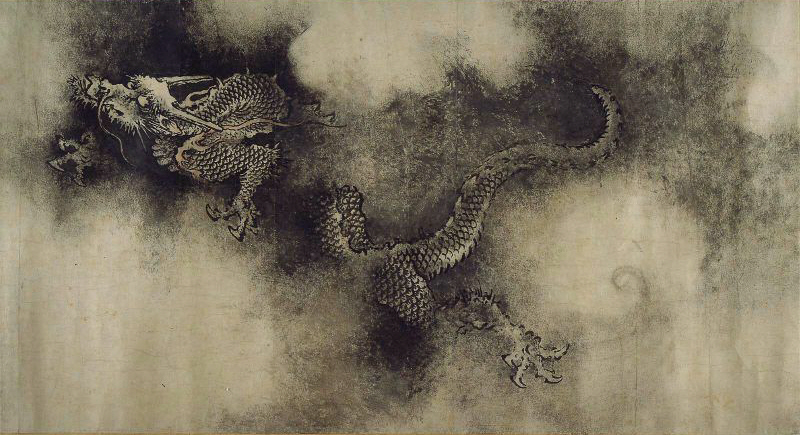
Sezione del rotolo dei Nove draghi, di Chen Rong, 1244, dinastia Song, Museum of Fine Arts (Boston)

Diverse forme d'arte si sono avvicendate sotto l'influenza di grandi filosofi, insegnanti, figure religiose e perfino figure politiche. L'arte cinese abbraccia tutte le sfaccettature delle belle arti, dell'arte popolare e delle performance d'artista. Il vasellame di porcellana è stata una delle prime forme d'arte nel periodo paleolitico. La musica e la poesia cinese antica furono influenzate dallo Shijing e dall'opera del poeta e statista Qu Yuan.
La pittura cinese divenne un'arte altamente apprezzata nei circoli artistici abbracciando un'ampia varietà di panorami e paesaggi del tipo shan shui, con stili specializzati come la pittura della dinastia Ming. La prima musica cinese era basata sugli strumenti a percussione, che più tardi cedettero spazio agli strumenti a corda e ad ancia. Verso la dinastia Han il ritaglio della carta divenne una nuova forma d'arte dopo l'invenzione della carta. Anche l'opera cinese fu introdotta e si diffuse regionalmente, in aggiunta ad altre forme di esibizione come le arti del varietà.

## Arti marziali

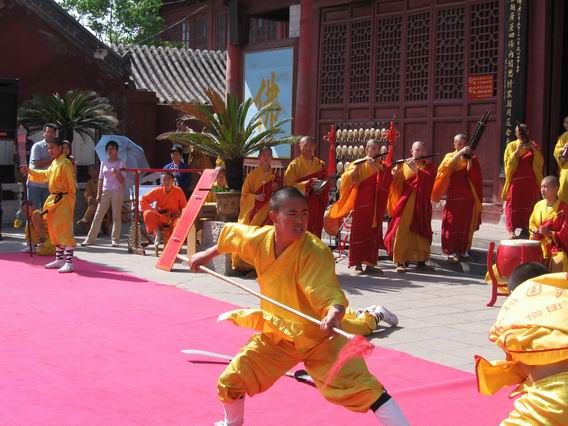
Monaci Shaolin dimostrano il kung fu cinese (中国功夫) al monastero di Daxiangguo, Kaifeng, Henan

La Cina è uno dei principali luoghi di nascita delle arti marziali orientali. Alle arti marziali cinesi si dà collettivamente il nome kung fu (letteralmente "impresa" o "merito" (gong) e "uomo" (fu), quindi "impresa umana") o (precedentemente e in alcuni contesti moderni) wushu ("arti marziali" o "arti militari"). La Cina è anche la patria dei celebri Monastero di Shaolin e Monti Wudang, entrambi rispettati centri di insegnamento delle arti marziali. La prima generazione di arte iniziò più per scopi di sopravvivenza e di guerra che per fini estetici o artistici. Nel tempo alcune forme di arte si sono allontanate dalle origini, mentre altre hanno conservato un distinto carattere cinese. Nondimeno la Cina ha prodotto alcuni dei più rinomati artisti marziali, inclusi Wong Fei Hung e molti altri. Le arti marziali sono coesistite con una varietà di armi, tra le quali spiccano le cosiddette "diciotto armi del wushu". Anche mosse leggendarie e controverse come il dim mak sono spesso celebrate e ricordate nella cultura cinese

## Moda

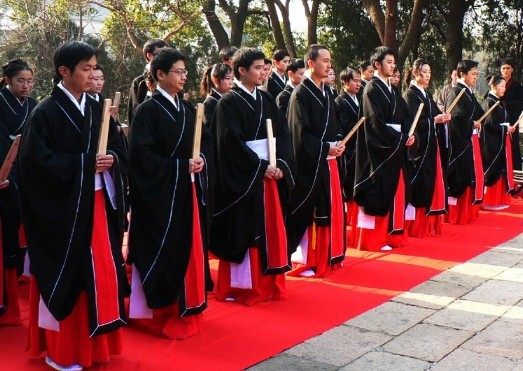
Uomini e donne in abiti formali xuanduan a una cerimonia confuciana in Cina

Le diverse classi sociali in diverse ere vantano diverse tendenze di moda: il colore giallo o rosso era riservato solitamente per l'imperatore durante l'era imperiale della Cina. La storia della moda in Cina abbraccia centinaia di anni con alcune delle fogge più colorate e più varie. Durante la dinastia Qing avvenne un drammatico cambio di abbigliamento, i cui esempi includono il cheongsam (o qipao in mandarino). L'abbigliamento dell'epoca prima della dinastia Qing è denominato hanfu o abbigliamento tradizionale dei cinesi han. Molti simboli come la fenice sono stati usati per fini decorativi come pure economici...

## Architettura

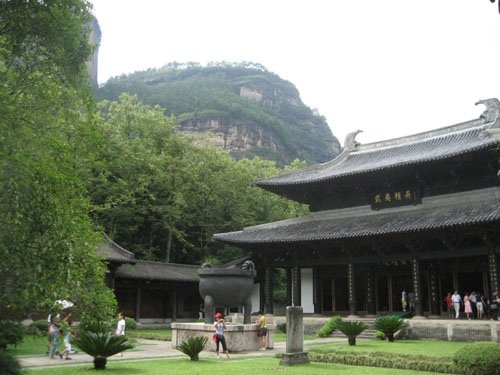
Palazzo Wui

L'architettura cinese, per la quale possono essere trovati esempi di più di 2.000 anni fa, è antica quasi quanto la civiltà cinese ed è stata a lungo un importante elemento distintivo della cultura cinese. Ci sono certe caratteristiche comuni all'architettura cinese, indipendentemente dalle specifiche regioni, dalle diverse province e dall'uso. La caratteristica più importante è la sua enfasi sull'ampiezza, come le vaste sale della Città Proibita che servono da esempio. In contrasto l'architettura cinese tende a enfatizzare l'altezza (benché ci siano eccezioni come le pagode nell'architettura orientale, che si focalizzano anch'esse sull'altezza).
Un'altra importante caratteristica è la simmetria, che connota un senso di grandiosità in quanto si applica a tutto, dai palazzi alle fattorie. Una notevole eccezione è nella progettazione di giardini, che tende a essere più asimmetrica possibile. Come nel caso dei dipinti dei rotoli cinesi, il principio sottostante alla composizione del giardino è di creare un flusso duraturo, di lasciare che il visitatore vaghi e si goda il giardino senza prescrizioni, come nella natura stessa. Il feng shui ha svolto una parte molto importante nello sviluppo strutturale. L'architettura cinese ha avuto anche un'enorme influenza sull'architettura dell'Asia orientale.

## Cucina

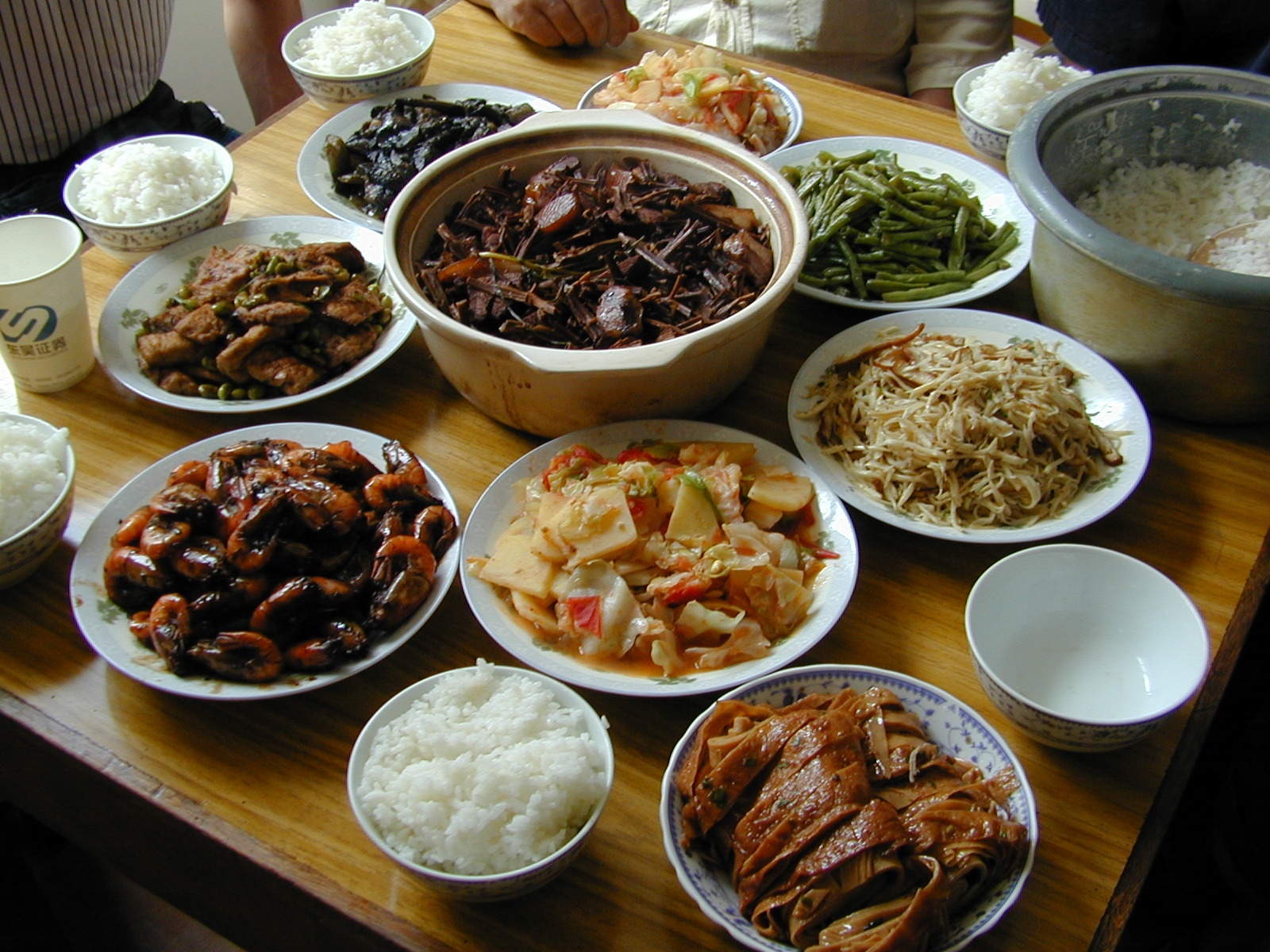
Pasto cinese a meal in Suzhou con riso, gamberi, melanzane, tofu fermentato, verdure saltate in padella, anatra vegetariana con carne e bambù

La varietà incontenibilmente ampia della cucina cinese viene principalmente dalla pratica del periodo dinastico, quando gli imperatori erano soliti ospitare banchetti con oltre cento piatti per pasto. Un numero infinito di addetti alle cucine e di concubine imperiali erano coinvolte nel processo di preparazione dei cibi. Nel tempo molti piatti divennero parte della cultura del cittadino comune. Tra i ristoranti di più alta qualità con ricette vicine ai periodi dinastici vi sono il ristorante Fangshan nel Parco Beihai e l'Oriole Pavilion, entrambi a Pechino. Probabilmente tutte le branche dello stile culinario orientale di Hong Kong hanno in qualche modo le loro radici nelle originarie cucine dinastiche.

### Cultura del tè
La cultura cinese del tè si riferisce al modo in cui si prepara il tè nonché alle occasioni nelle quali la gente lo consuma in Cina. La cultura del tè in Cina differisce da quella dei Paesi europei come la Gran Bretagna e di altri Paesi asiatici come il Giappone (cha no yu) nella preparazione, nei gusti e nelle occasioni in cui è consumato. Ancora oggi il tè si consuma regolarmente, sia in occasioni formali sia informali. Oltre a essere una popolare bevanda, il tè si usa nella medicina tradizionale cinese, come anche nella cucina cinese. Il tè verde è uno dei principali tè diffusi in tutto il mondo che hanno origine in Cina.

## Tempo libero
Nell'ambito della cultura cinese sono popolari numerosi giochi e passatempi, ma il gioco più popolare è il Mah Jong. Gli stessi pezzi si usano anche per altri giochi stilizzati come lo Shanghai Solitaire. Altri includono il pai gow, il poker pai gow e altri giochi di domino cinesi. Sono popolari anche il weiqi e lo xiangqi. Anche giochi etnici come lo yo-yo cinese fanno parte della cultura.

## Galleria d'immagini

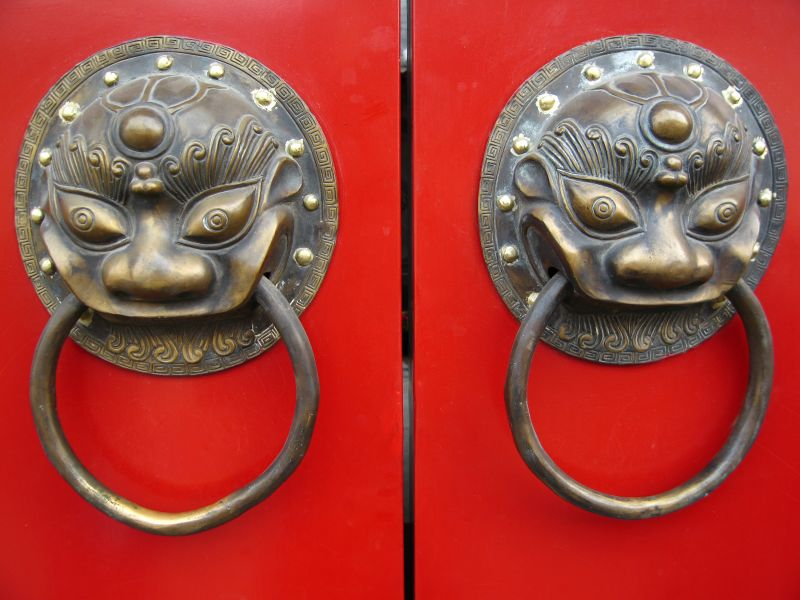
Una tradizionale porta rossa cinese con il battaglio a forma di leone guardiano cinese, che assomiglia al numero 8 (buona sorte o fortuna) nella cultura cinese
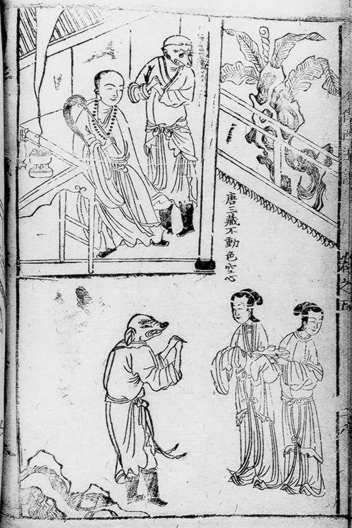
Illustrazione cinese del XVIII secolo di una scena da Viaggio in Occidente (西游记), in alto da sinistra a destra: Tang Sanzang e Sun Wukong, in basso a sinistra: Zhu Bajie
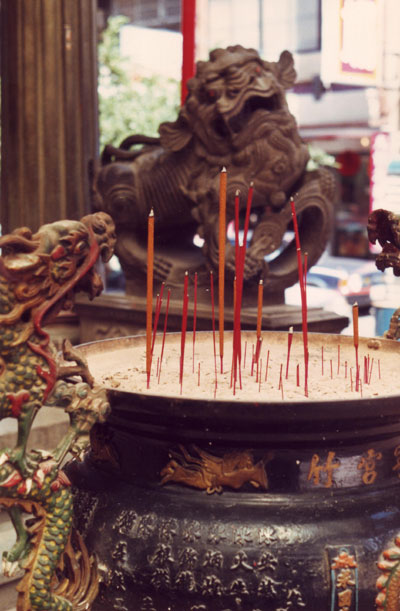
Il drago cinese, i leoni guardiani e l'incenso costituiscono tre simboli ricorrenti all'interno della cultura cinese
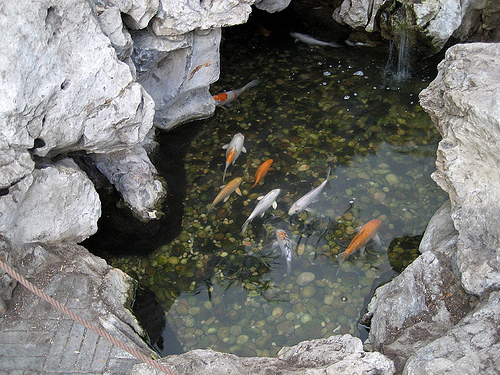
Uno stagno koi è un tipico paesaggio cinese raffigurato in innumerevoli opere d'arte
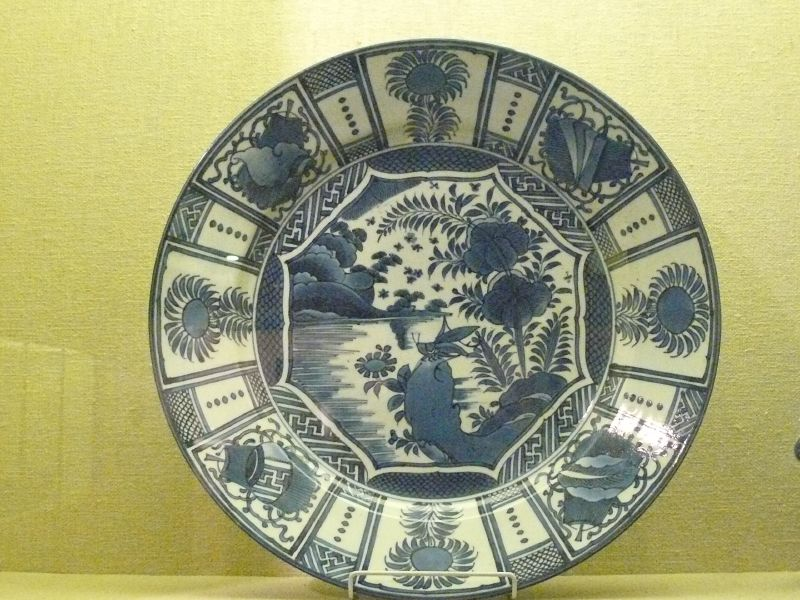
Un piatto di porcellana Qinghuaci, circa 1680
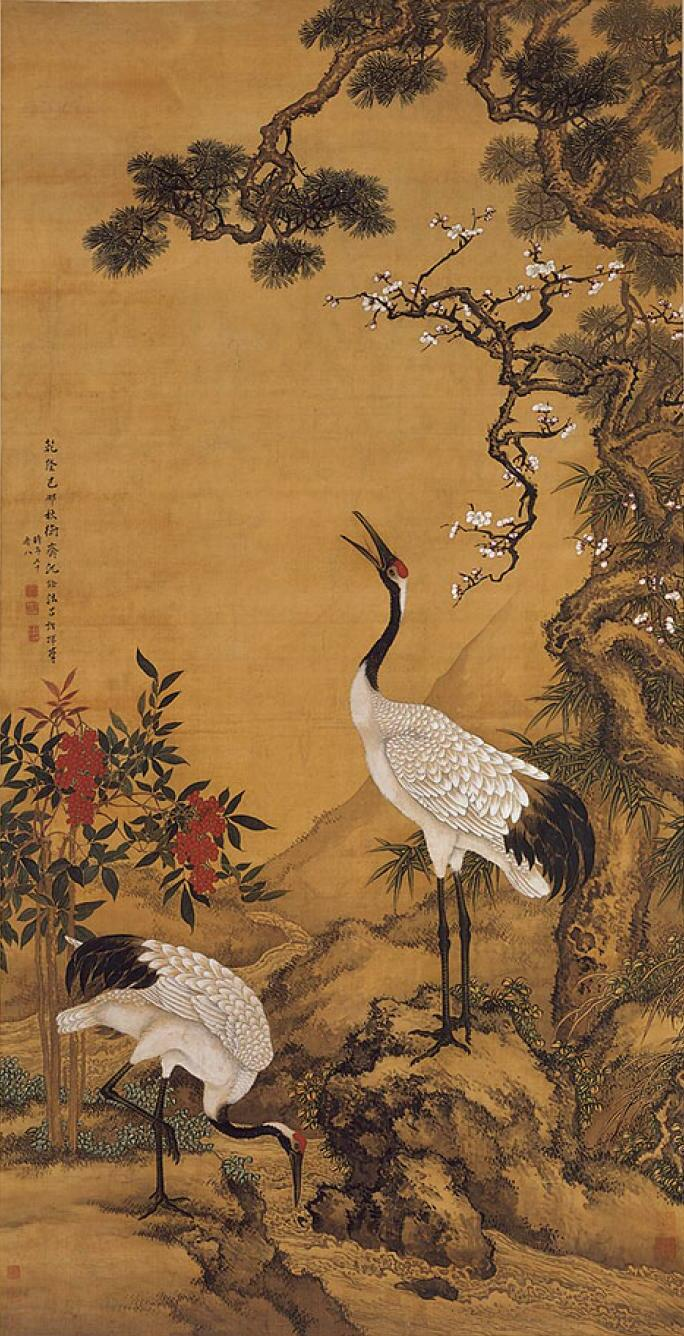
Pino, prugna e gru, 1759 d.C., dipinto di Shen Quan (1682–1760), rotolo appeso, china e colore su seta, Museo del palazzo, Pechino
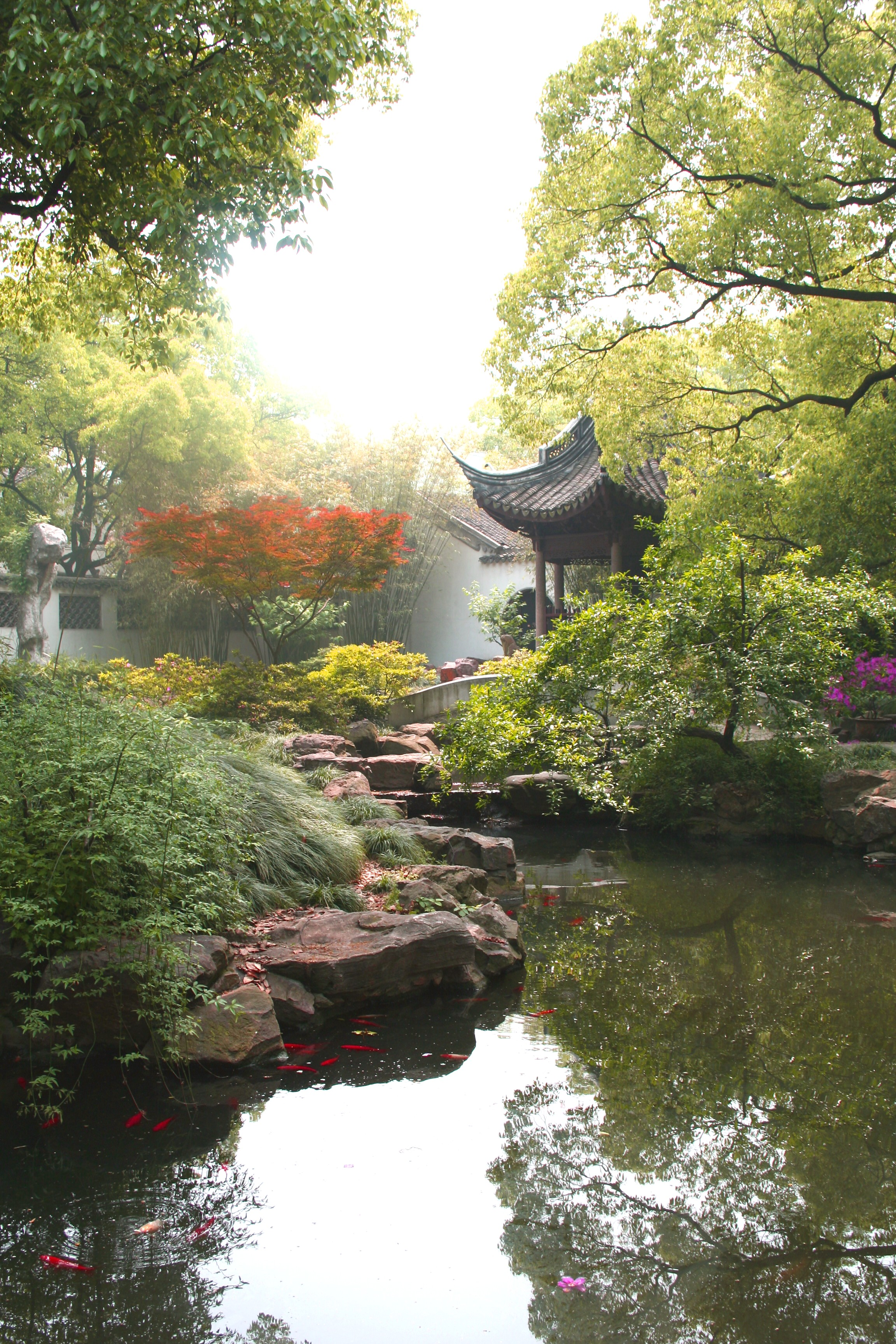
Il giardino di Jichang a Wuxi (1506-1521), costruito durante la dinastia Ming, è un'opera esemplare dell'arte dei giardini cinesi
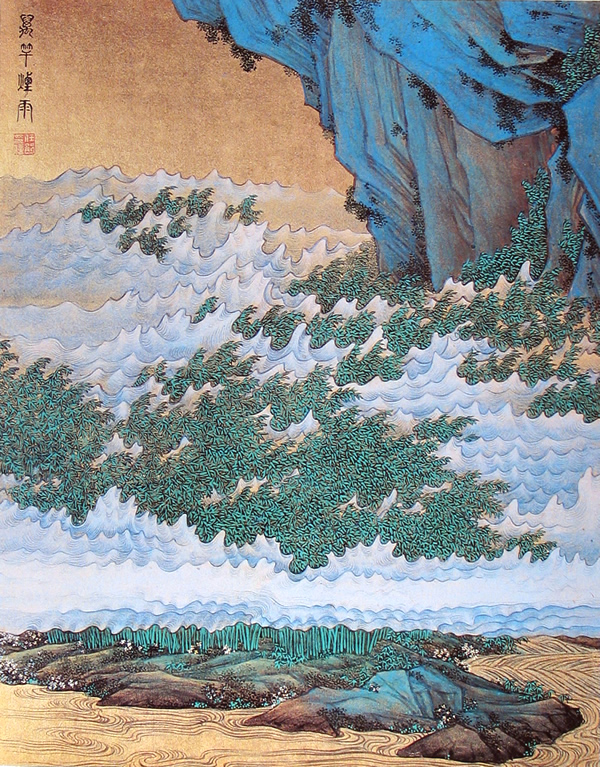
N. 4 di diecimila (十萬圖之四). Dipinto di Ren Xiong, un pioniere della Scuola d'arte cinese di Shanghai intorno al 1850
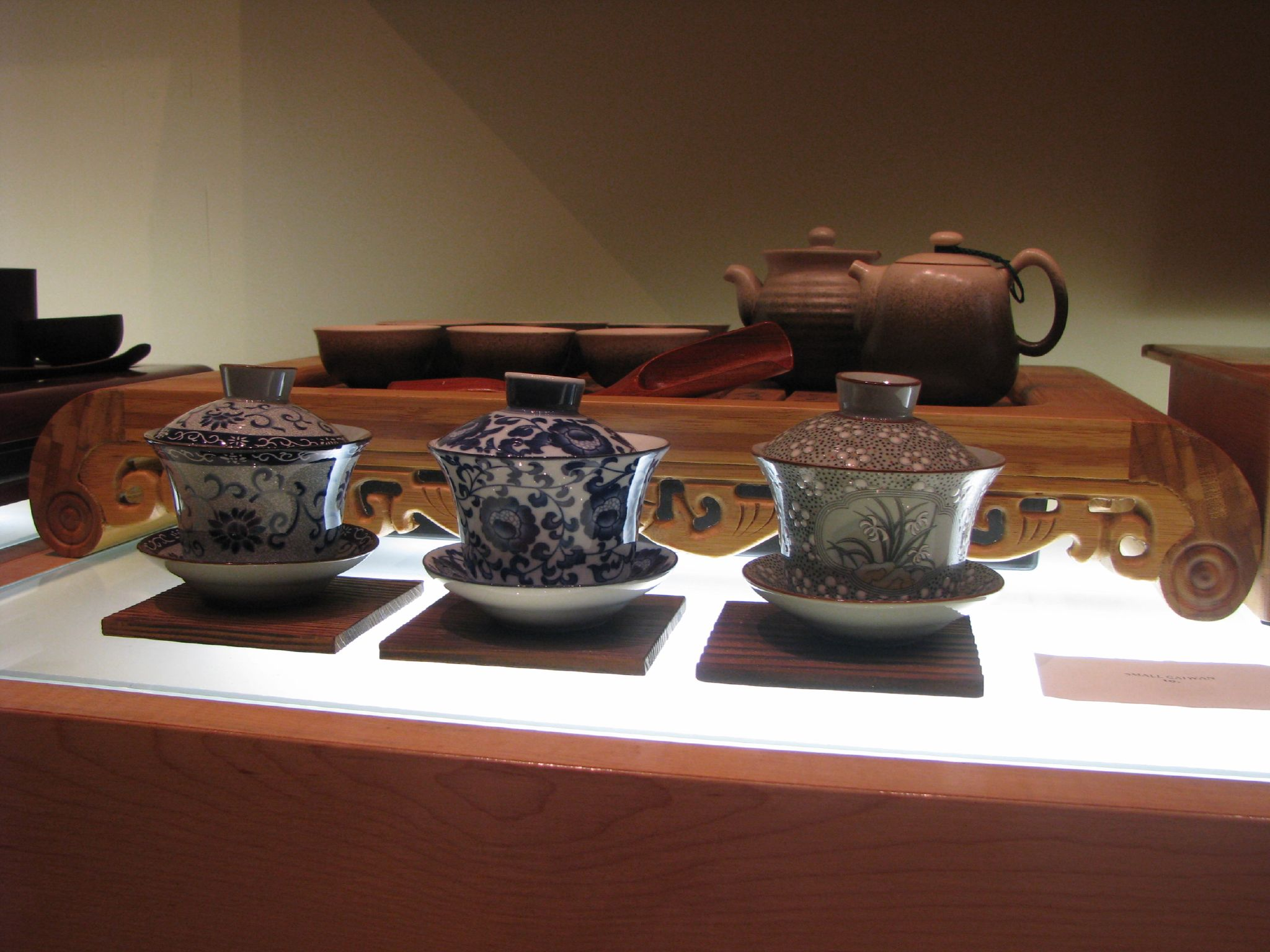
Un tradizionale servizio da tè cinese (茶藝) e tre gaiwan
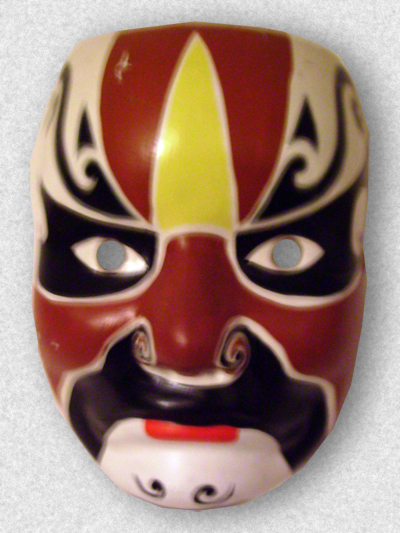
Una maschera usata nell'opera di Pechino